# Avenida de Alfonso el Sabio
La avenida de Alfonso el Sabio es una de las principales vías de la ciudad española de Alicante. Se prolonga desde la plaza de Los Luceros hasta la avenida de Jaime II y separa los barrios Mercado y Centro.

## Denominación
La avenida debe su nombre al rey castellano Alfonso X el Sabio, quien conquistó el castillo alicantino de Santa Bárbara el 4 de diciembre de 1248, entrando en la ciudad el día 6 del mismo mes.

## Descripción
La avenida de Alfonso el Sabio comienza en el cruce formado por la avenida de Jaime II (la prolongación de la avenida), la rambla de Méndez Núñez y la calle de San Vicente (perpendiculares a la avenida), situado en las faldas del monte Benacantil. Desde este punto, discurre en dirección suroeste y termina en la Plaza de los Luceros, la más emblemática de la ciudad. 
La avenida sirve de separación de los barrios del Mercado (al norte), del que surgen ocho calles perpendiculares, y del Centro (al sur), con nueve calles perpendiculares.
Se trata de una amplia y céntrica avenida, con aceras anchas en las que se disponen filas de palmeras de grandes dimensiones. Destacan veinticuatro maceteros, ornamentados con ficus y ciclamen de varios colores, que hacen la función de bancos de madera. Es una calle eminentemente comercial, con numerosos bancos, hoteles, restaurantes, edificios de oficinas y tiendas de grandes cadenas, en la que también se encuentra la sede alicantina de RTVE.

### Edificios históricos
- Casa Gomis-Iborra, construida en 1922; se encuentra en el número 9 de la avenida.[5][6]

- Mercado Central de Alicante, construido en 1921; su acceso principal se encuentra en el número 10 de la avenida.
- Cine Monumental, construido en 1924 y demolido en 1970; se encontraba en el actual número 12 de la avenida.[7]

### Transporte
La avenida es una importante vía de cuatro carriles para el tráfico rodado, dos en cada sentido, con mediana solo en aquellos tramos en los que no existe un quinto carril para girar a las calles perpendiculares. Existen varios accesos (escaleras y ascensores) al aparcamiento subterráneo que recorre toda la avenida. A lo largo de la avenida se sitúan también varias paradas de autobús y accesos a dos de las estaciones subterráneas del tranvía metropolitano (Luceros y Mercado). Esta avenida era uno de los principales ejes por los que discurría el Tranvía Antiguo de Alicante hasta su cierre en los años 60.
Debido a su céntrica situación, la avenida sirve como lugar de paso de todo tipo de manifestaciones ciudadanas y desfiles festivos. Es el caso de la cabalgata de los Reyes Magos, las procesiones de la Semana Santa y los desfiles de las fiestas de las Hogueras de San Juan. Durante estas últimas, además, se plantan en la avenida dos hogueras (o «monumentos fogueriles»): la de Mercado Central, de segunda categoría, y la de Alfonso el Sabio, de primera categoría.